# Puiol del Piu
Puiol del Piu är en ort i Andorra. Den ligger i parroquian La Massana, i den västra delen av landet. Puiol del Piu ligger 1 660 meter över havet och antalet invånare är 400.
Närmaste samhälle är Erts, söder om Puiol del Piu.
I trakten runt Puiol del Piu växer i huvudsak barrskog.